# Casio 14-A
 (septembre 2020).
Si vous disposez d'ouvrages ou d'articles de référence ou si vous connaissez des sites web de qualité traitant du thème abordé ici, merci de compléter l'article en donnant les références utiles à sa vérifiabilité et en les liant à la section « Notes et références ».
La 14-A est la première calculatrice compacte entièrement électrique du monde commercialisée par Casio en juin 1957.
Le prototype de la future Casio 14-A est achevé en décembre 1954, par la petite usine de sous-traitance Kashio Seisakujo de Kashio Tadao qui fondera Casio Computer trois ans plus tard.

## Historique
Vers 1950, après avoir vu une calculatrice électrique à une exposition à Ginza, le quartier chic de Tōkyō, les frères Kashio décident de créer leur propre calculatrice. Travaillant à l'usine le jour pour financer leurs recherches, ils développent leur calculatrice le soir.
À l'époque, les calculatrices sont mécaniques et actionnées par une manivelle. Il en existe quelques-unes motorisées, mais pas au Japon où les compétences techniques sont alors insuffisantes et les matériaux rares. Les frères Kashio remplacent les pièces mécaniques par des commutateurs électriques dans le but de supprimer toute pièce en mouvement.
Une dizaine de prototypes sont réalisés, sur la base d'électroaimants. Cependant, la Bunshodo Corporation, spécialisée dans les articles de bureau, ne veut pas de la calculatrice des frères Kashio, car elle ne permet pas de multiplier le résultat par un autre nombre.
En 1956, le développement de la machine avec la nouvelle fonction multiplicative est presque achevée. Cependant, pour permettre la fabrication en série, il faut trouver un composant qui remplace l'électroaimant qui n'est pas adapté. Des relais sont alors utilisés comme ceux utilisés dans les centraux téléphoniques. Le problème du relais est sa grande sensibilité à la poussière. Pour permettre l'implantation de la calculatrice dans des bureaux, les frères Kashio développent un relais résistant à la poussière. De plus, une optimisation des schémas électriques permet de réduire le nombre de relais de plusieurs milliers à seulement 342.
Fin 1956, les frères Kashio doivent présenter leur calculatrice à Sapporo. Mais pour embarquer dans l'avion, ils sont obligés de démonter la machine qui ne respecte pas les dimensions maximales. La calculatrice étant inutilisable, ils rentrent chez eux sans avoir décroché de contrat.
C'est en juin 1957, que la société Uchida Yoko achète les droits de commercialisation et que les frères créent la Casio Computer Co., Ltd. qui sera dirigée par leur père.

## Innovations
Le clavier de la 14-A possède une touche dizaine qui la distingue des autres calculatrices qui n'ont qu'un clavier dit complet comportant les chiffres de 0 à 9.
De plus, elle possède un afficheur unique montrant aussi bien la saisie que le résultat, et non trois afficheurs montrant les deux nombres saisis et le résultat, comme il est d'usage en ce temps. L'afficheur unique, qui deviendra courant, est révolutionnaire pour l'époque et est l'une des raisons du faible encombrement de la calculatrice.

## Caractéristiques
- Fonctions arithmétiques : 14 chiffres
- Mémoire : 3 groupes de 5 chiffres
- Composants de base : 342 relais
- Dimension : 1 080 × 780 × 445 mm
- Poids : 140 kg
- Affichage : 14 chiffres et virgule

Le nom 14-A indique que la calculatrice a une capacité de 14 chiffres et que c'est le premier produit, d'où la première lettre de l'alphabet.
L'affichage est constitué d'un tableau comportant 14 colonnes de 10 chiffres (de 0 à 9). L'affichage du résultat se fait alors en éclairant un chiffre par colonne. La virgule est affichée par un petit point lumineux en bas des colonnes.